# Blume in Love
Blume in Love is een Amerikaanse film uit 1973 van Paul Mazursky. Mazursky schreef zelf het scenario, regisseerde en produceerde de film, en speelde er ook een bijrol in als de compagnon van Blume. De hoofdrollen worden vertolkt door George Segal, Susan Anspach en Kris Kristofferson. De cameraman was Bruce Surtees, zoon van de meervoudige Oscarwinnaar Robert Surtees.

## Verhaal
Echtscheidingsadvocaat Stephen Blume (George Segal) is zelf al enkele jaren gescheiden van Nina (Susan Anspach) wanneer hij ronddwaalt in Venetië, waar ze hun huwelijksreis doorbrachten. Hij bedroog haar eventjes met zijn secretaresse (Marsha Mason), en daarop verliet zij hem. Maar hij houdt nog steeds van haar. Zij trok op met een rondzwervende folkzanger Elmo (Kristofferson). Blume verzeilde zo in een vreemde driehoeksverhouding, want hij raakte zelf bevriend met Elmo.

## Rolverdeling
| Acteur             | Personage                          |
| ------------------ | ---------------------------------- |
| George Segal       | Stephen Blume                      |
| Susan Anspach      | Nina Blume                         |
| Kris Kristofferson | Elmo Cole                          |
| Marsha Mason       | Arlene                             |
| Shelley Winters    | Mrs. Cramer; een cliënte van Blume |
| Donald F. Muhich   | Psychiater                         |
| Paul Mazursky      | Hellman, compagnon van Blume       |